# Сиймусти
Си́ймусти (эст. Siimusti) — посёлок в волости Йыгева уезда Йыгевамаа, Эстония. 

## География и описание
Расположен в 5 километрах к западу от города Йыгева. Высота над уровнем моря — 72 метра.
Климат умеренный. Официальный язык — эстонский. Почтовый индекс — 48444.

## Население
По данным переписи населения 2021 года, в Сиймусти насчитывалось 652 жителя, из них 627 (96,5 %) — эстонцы.
По состоянию на 1 января 2020 года в посёлке насчитывалось 643 жителя, из них 298 мужчин и 345 женщин; детей в возрасте до 14 лет включительно — 131, лиц пенсионного возраста (65 лет и старше) — 139.
По данным переписи населения 2011 года, в посёлке проживали 696 человек, из них 676 (97,1 %) — эстонцы.
Численность населения посёлка Сиймусти:
| Год  | 1959 | 1970  | 1979  | 1989  | 2000  | 2008  | 2011  | 2017  | 2018  | 2019  | 2020  | 2021  |
| ---- | ---- | ----- | ----- | ----- | ----- | ----- | ----- | ----- | ----- | ----- | ----- | ----- |
| Чел. | 266  | ↗ 541 | ↗ 698 | ↗ 866 | ↘ 838 | ↘ 744 | ↘ 696 | ↘ 673 | ↘ 642 | ↘ 625 | ↗ 643 | ↗ 652 |

## История
Первые письменные сведения о Сиймусти относятся к 1583 году (Simus).
В 1611 году упоминается Simuz, в 1739 году — Simust .
На военно-топографических картах Российской империи (1846–1863 годы), в состав которой входила Лифляндская губерния, деревня обозначена как Симус.
В 1849 году в деревне Сиймусти была основана школа.
Статус посёлка получила в 1977 году.
В 1886 году эстонский предприниматель Йоозеп Тийманн (Joosep Tiimann, 1857–1934) открыл здесь горшочную фабрику, в настоящее время это Керамическая мастерская Сиймусти (в 2008 году в ней работало около 20 человек). В мастерской изготавливают керамические изделия тем же способом, что и в стародавние времена. Там же можно ознакомиться с процессом производства бытовой керамики и цветочных горшков, посетить музей керамики (открыт в 1998 году, коллекция насчитывает 300 экспонатов) и приобрести произведённые предприятием изделия. До 1949 года включительно керамическому производству хватало местной глины, в качестве топлива использовался торф. С начала 1950 года глину, которая считается одной из лучших в Европе, привозят из месторождения Йоосу у пещер Пиуза.
В 1979 году в посёлке была открыта библиотека.

## Инфраструктура
В 2001 году на базе начальной школы Сиймусти была основана начальная школа-детский сад (число учеников в 2002/2003 учебном году — 50, в 2009/2010 учебном году — 52, в 2018/2019 учебном году — 63). Для детей с особыми потребностями в посёлке работает Школа Кийгеметса. В посёлке действует Детский центр «Метсатареке» (35 мест в 2011 году), предлагающий услуги детского дома, временного детского приюта, а также услуги по уходу за детьми.
В Сиймусти есть магазин, почтовое отделение, библиотека, кладбище. Действует культурное общество.
Недалеко от посёлка, в лесу, находится Певческое поле Сиймусти. Там проходят различные мероприятия на открытом воздухе, а также проводятся соревнования по бегу и лыжам. Певческое поле, а также городище Сиймусти вместе с окружающим их лесом (50,2 гектара) охраняется государством.

## Экономика
Основные работодатели посёлка Сиймусти по состоянию на 30 июня 2020 года:
| Предприятие                      | Вид деятельности                                                    | Численность работников |
| -------------------------------- | ------------------------------------------------------------------- | ---------------------- |
| Siimusti lasteaed-algkool        | Начальная школа-детский сад                                         | 38                     |
| Kiigemetsa kool                  | Основная школа                                                      | 36                     |
| Siimusti Autoveod OÜ             | Технический осмотр автомобилей                                      | 11                     |
| Siimusti Lastekeskus Metsatareke | Попечительское учреждение, оказывающее услугу заместительного ухода | 11                     |
| Siimusti Ehitus OÜ               | Строительство жилых и нежилых зданий                                | 5                      |
| Siimusti Savikoda OÜ             | Магазин бытовой керамики                                            | 4                      |

## Известные личности
- Эва Нийнавара[эст.] (1901–2000) — эстонский филолог, литературовед и поэтесса, родилась и провела детство в Сиймусти на хуторе Пяллури (Pälluri)[12].
- В Сиймусти находится дом прародителей Георга Отса (хутор Отса)[25].